# 花と炎/人生一路
「花と炎／人生一路」（はなとほのお／じんせいいちろ）は、1970年1月10日に発売された美空ひばりのシングル盤レコードである。両曲とも、松竹映画『美空ひばり・森進一の花と涙と炎』の主題歌として制作されたものである。

## 解説
- 1970年1月10日発売。
- B面の「人生一路」は、ひばりがライブやテレビ番組などで好んで歌った曲である。ひばりが1969年の『第11回日本レコード大賞』、1979年の『第30回NHK紅白歌合戦』に特別出演した際や、そして病からの再起を賭けた1988年の『不死鳥 美空ひばり in TOKYO DOME 〜翔ぶ!! 新しき空に向って〜』（東京ドーム）の締めの曲としてこの「人生一路」を歌唱した。
- そうしたこともあって、現在は「人生一路」の方がひばりの代表曲の一つとして世間大衆に認知されている。後に氷川きよしやキム・ヨンジャなどの歌手がカバーしている。
- 「人生一路」は、2019年時点ではひばりのシングル売上で歴代24位にランクインされている（日本コロムビア調べ）[1]。
- 1998年11月5日の毎日放送『乾杯!トークそんぐ』で藤圭子が「人生一路」を歌唱した。
- 2015年12月31日の『第66回NHK紅白歌合戦』では、天童よしみが「人生一路」を歌唱した。その際にはひばりの生前の映像がバックに流された。
- 市川由紀乃は、2016年8月12日のテレビ東京『金曜7時のコンサート〜名曲!にっぽんの歌〜』[2]、2017年4月2日にNHK総合テレビで放送された『大地の恵み・日本農業賞記念コンサート』[3]、2017年12月31日の『第68回NHK紅白歌合戦』などで「人生一路」を歌唱している。
- 梅谷心愛が2024年発売のカバーアルバム『心愛のうた～昭和歌謡名曲セレクション～』にて歌唱、収録した。

## 収録曲
1. 花と炎
作詞：川内康範　作曲：猪俣公章　編曲：佐伯亮
2. 人生一路
作詞：石本美由起　作曲：かとう哲也　編曲：佐伯亮